# M.F.C. 女泥棒会社峰不二子カンパニー
『M.F.C. 女泥棒会社峰不二子カンパニー』（エムエフシー おんなどろぼうがいしゃみねふじこカンパニー）は、雑誌「ルパン三世officialマガジン」2007年から2009年にかけて全10話が連載された『ルパン三世』を原作とした鈴木イゾの漫画作品。副題は「女泥棒会社峰不二子カンパニー」。2009年9月28日、単行本が上下巻に分けられて発売された。

## 概要
作品内でのM.F.C.とは、主人公が勤務する会社「峰不二子カンパニー」（Mine Fujiko Company）の略称。不二子が自らの目的を達成するため結成した「泥棒会社」ともいえる組織である。
『ルパン三世』のスピンオフ作品ではあるが峰不二子以外の原作キャラクターは登場せず、その不二子も第7話で本格的に登場するまでは社員の前にほとんど姿を見せずに渡辺課長に指示をする程度の出演で、物語は山田幸子をはじめとするM.F.C.の女子社員たちがメインとなっている。人が死ぬシーンやお色気シーンも無い上に、泥棒とはいえ盗むターゲットは警察に被害届を出せない相手の持ち物ばかりを狙っているため、警察は一切登場しない。その結果、アウトローな泥棒をテーマにした物語であるにもかかわらず、健全な作風のコメディ漫画となっている。

## 登場人物
社長（峰不二子）
年齢不詳。M.F.C.社長。
なお、本作中におけるルパンファミリーとの関連は不明。
最終回では山田たちの成長ぶりを見て満足し、会社の経営のほとんどを渡辺にまかせ、自身は盗みの旅へと立って行った。
山田幸子
19歳。本編の主人公。
特徴は人喰いワニさえも怯ませる三白眼で、その眼力（めぢから）はもはや殺人技レベル（ただし、本人にガン飛ばしの悪意は無い）。その眼力の怖さとは裏腹に性格は至って普通というよりも、気弱に近い。目つきのせいでどこの会社も雇ってくれず、就職面接での説明を聞かずに入社してみたら泥棒会社だったという不幸な高卒OL。ケーキに目が無く、お宝目前にしてケーキ（トラップ）に心を奪われて失敗する例もあった。なお、女子力はゼロ。
渡辺恵理子
28歳。M.F.C.東京支社庶務3課課長。
プランナーとしては優秀だが、部下に無駄に派手な演出をやらせる趣味があり、山田たちを当惑させる。
社長の不二子からは「恵理子」と呼ばれている。
小林広子
26歳。庶務3課課員。
コスプレイヤーで2次元ショタという、どうしようもないお色気天然キャラクター。しかし、その天然さと美貌を生かしたハニートラップは成功率9割を超える（「獲物を逃がさない」というより「獲物が逃げない」）。
鈴木純子
22歳。庶務3課課員。
勇猛な格闘家というより、凶暴な喧嘩師。いかなる警備陣も拳一つで強行突破する。黙っておとなしくしていれば美女なのだが、めったに黙らず、絶対おとなしくしない。
田中
M.F.C.庶務3課副課長。
昼行灯な中年男に見えて、実は不二子の側近でかなりの情報通。ほとんど出番はなく影も薄い。
桐之塚あまね
17歳。桐之塚グループ令嬢。
一見、人形然とした深窓の令嬢だが、実は鈴木と同様の天然ストリートファイター。かつて盗みに入った鈴木と激闘を展開、お宝は守り抜いたが敗れたことがある。その屈辱を晴らすべく、新たなお宝で鈴木たちをおびき寄せる（鈴木の方も勝ちはしたが、お宝を盗み損ねた屈辱を晴らすべく燃えていた）。しかし再び敗れた上に隙を突かれて山田にお宝を奪われるが、まったく懲りることなく次のお宝を仕込みにかかる。
怪盗三人娘
最終回に登場。自称「ビューティフルでパーフェクトな女怪盗団」。
M.F.C.が盗むはずだった多くのお宝をM.F.C.のプランと同じ手段で奪ったり、不二子を「おばさん」呼ばわりするなど、かなり挑発的な態度をとってきた。その後、「金の瓢箪」というお宝を山田たちのチームと自分たちのどちらが盗むことができるかを競い合ったが、山田と鈴木と小林のチームワークに翻弄され、完敗した。その際、自分たちが作動させたものの解除のしかたが分からなかった時限爆弾を山田に解除してもらい、山田を「命の恩人」と感謝して尊敬するようになった。最後は3人揃ってM.F.C.に入社した。

## 書誌情報
- モンキー・パンチ（原作）・鈴木イゾ（作画） 『M.F.C. 女泥棒会社峰不二子カンパニー』 双葉社〈アクションコミックス〉、全2巻
  1. 2009年09月28日発売[1]、ISBN 978-4-575-83676-9
  2. 2009年09月28日発売[1]、ISBN 978-4-575-83677-6